# 개구장이 까치
《개구장이 까치》는 하이콤에서 개발한 비디오 게임으로 1993년에 개발되었다.

## 줄거리
한 마을에서 까치와 엄지가 행복하게 살고 있었는데 카멜이 부하를 이용해서 엄지를 납치하며 까치가 절망에 빠진 순간에 산신령이 열쇠가 그려진 지도를 주는 것이 작중 까치가 적을 물리치는 계기가 된다. 총 8개의 스테이지를 거쳐 적을 물리치고 카멜도 물리치며 엄지를 구하고 세계의 평화를 구한다. 주인공인 까치가 카멜이 여자친구를 납치당하자 자신의 여자친구를 구하고 세계의 평화를 구했다는 내용이다.